# 부용중학교
부용중학교(芙蓉中學校)는 대한민국 경기도 의정부시 민락동에 있는 공립 중학교이다.

## 학교 연혁
- 2002년 1월 14일 : 공립 송산 중학교 설립
- 2002년 3월 1일 : 부용중학교로 개교(7학급 편성), 초대 김봉천 교장 부임
- 2002년 3월 7일 : 제1회 입학식(신입생 272명 7학급)
- 2002년 10월 11일 : 개교기념식
- 2005년 2월 17일 : 제1회 졸업식(졸업생 258명 7학급)
- 2023년 3월 1일 : 제8대 박도현 교장 부임
- 2023년 12월 29일 : 제20회 졸업식(졸업생 220명 8학급)
- 2024년 3월 4일 : 제23회 입학식(입학생 258명 9학급)

## 참고 자료
- 부용중학교 - 한국교육학술정보원 학교알리미